# Enielkenie acaroides
Enielkenie acaroides is een spinnensoort in de taxonomische indeling van de Dwergkogelspinnen (Anapidae).
Het dier behoort tot het geslacht Enielkenie. De wetenschappelijke naam van de soort werd voor het eerst geldig gepubliceerd in 2007 door Ono.